# 米夏埃尔·贝拉
米夏埃尔·贝拉（德語：Michael Bella，1945年9月29日—），德国前男子足球运动员，场上位置是后卫。他曾代表西德国家队参加1972年欧洲足球锦标赛，结果队伍获得冠军。